# Thomas & vännerna: Dimslöjornas ö
Thomas & vännerna: Dimslöjornas ö (engelska: Thomas & Friends: Misty Island Rescue) är en brittisk datoranimerad fantasy-äventyrsfilm som hade världspremiär den 11 oktober 2010.  Filmen är regisserad av Greg Tiernan med bland annat Michael Angelis och Michael Brandon i rollerna. Filmen är baserad på TV-serien Thomas och vännerna.

## Handling
Rälsös nya akutmottagning är under uppbyggnad och lokomotiven arbetar hårt med detta. Ett speciellt träslag behövs vid byggandet och Thomas skickas därför till fastlandet för att hämta hem det. På vägen dit så kommer Thomas på drift och spolas i land på den mystiska dimslöjornas ö, där träffar han loken Bash, Dash och Ferdinand. Tillsammans försöker de hjälpa Thomas hem igen men kommer 
de att lyckas?

## Rollista (röster)
| Michael Angelis  | – Michael Brandon |
| Ben Small        | – Matt Wilkinson  |
| Keith Wickham    | – Kerry Shale     |
| Teresa Gallagher | – Togo Igawa      |